# Día Nacional de las Iglesias Evangélicas y Protestantes
El Día Nacional de las Iglesias Evangélicas y Protestantes se ha conmemorado en Chile el 31 de octubre de cada año —aunque se desplaza al viernes anterior si cae en martes y al viernes posterior si cae en miércoles— a partir de 2008. Fue instituido mediante la ley 20299, impulsada por el gobierno de la Presidenta de la República S.E. La Sra. Michelle Bachelet para honrar a las iglesias evangélicas y protestantes del país.

## Antecedentes

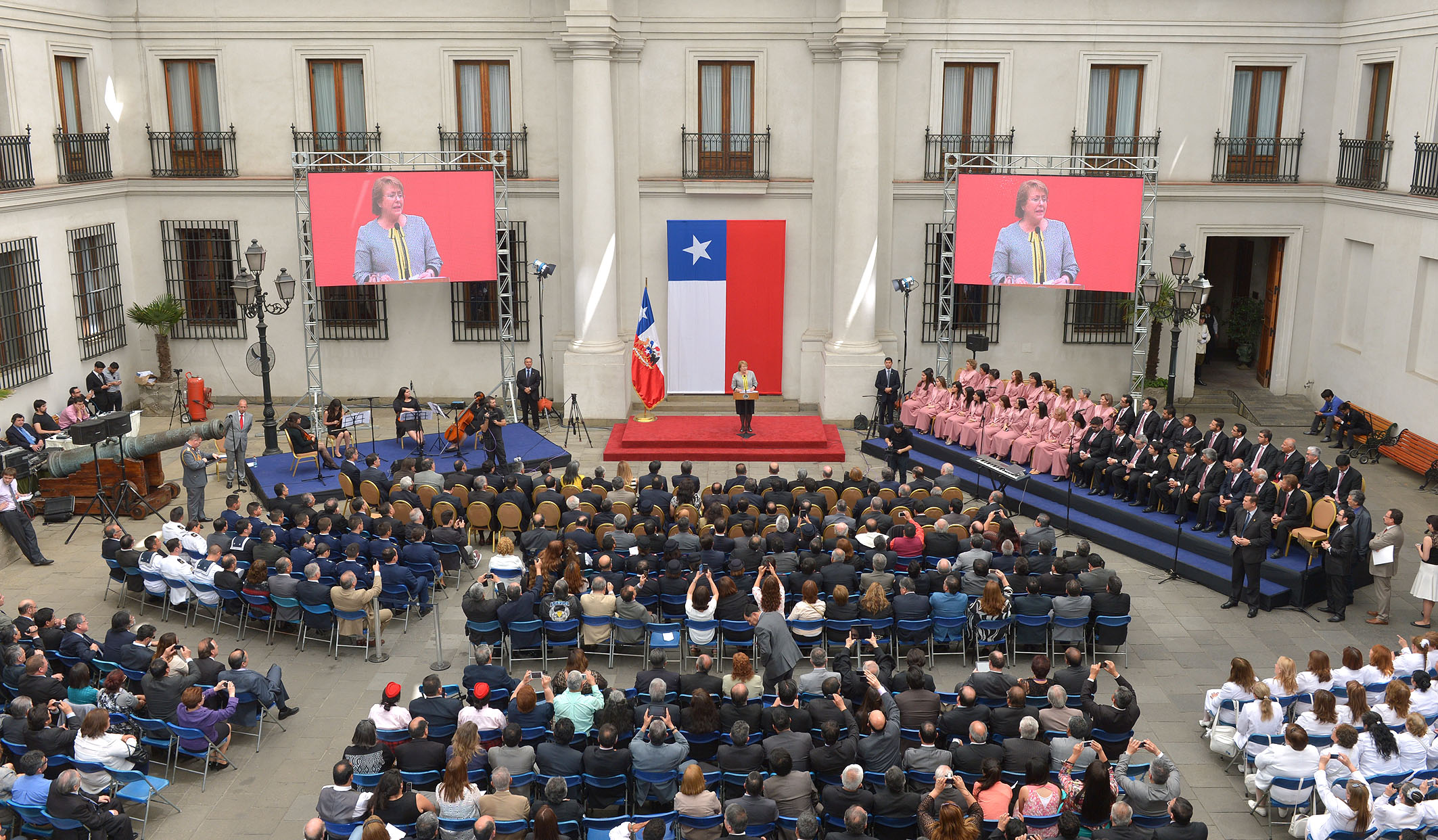
Ceremonia en el Palacio de La Moneda por el día de las iglesias evangélicas y protestantes en 2014.

La fecha escogida corresponde al día en que el monje alemán Martín Lutero clavó en la iglesia del palacio de Wittenberg las 95 tesis, lo que inició la Reforma protestante en 1517. En 2007 fue presentado el proyecto de ley en la Cámara de Diputados. Mientras se encontraba en su tramitación legislativa, ese mismo año y con motivo de la misma ocasión en octubre fue inaugurado el «Parque La Reforma» en el bandejón central de la Avenida Fernández Albano, en la comuna de La Cisterna. Dicho evento contó con la presencia del ministro del Interior de entonces, Belisario Velasco, junto a otras autoridades.
Esta iniciativa no estuvo exenta de problemas. Se criticó el importante costo económico para el país que tendría un nuevo feriado legal. Con todo, algunos legisladores defendieron la iniciativa puesto que existen ocho festividades [Iglesia católica romana] que son celebradas como feriados nacionales. Además, destacaron el rol social que han cumplido las iglesias evangélicas y protestantes, así como el porcentaje significativo de sus fieles —un 15,14 % de la población, según el censo de 2002—.
Este día es comparable en su significado con el Día de la Reforma, festividad celebrada tanto en Eslovenia como en cinco estados de Alemania: Brandeburgo, Mecklemburgo-Pomerania Occidental, Sajonia, Sajonia-Anhalt y Turingia.